# Anestesia blended
Per anestesia blended, o anche combinata o integrata, si intende una particolare tecnica anestesiologica in cui all'anestesia generale viene associata anche l'anestesia loco-regionale, in particolar modo quella neurassiale, in modo da ridurre il dosaggio dei farmaci deprimenti il sistema nervoso centrale.